# ロガニン
ロガニン (Loganin) は、イリドイド配糖体として最もよく知られているものの1つである。マチン科 (Loganiaceae) の植物であるマチンの種子から最初に単離されたことに因んで命名された。西アフリカで薬として用いられるキョウチクトウ科のAlstonia booneiや、中央・南アメリカ原産で薬または幻覚剤として用いられるコルメリア科のDesfontainia spinosaにも含まれる。

## 生合成
ロガニンは、ロガン酸-O-メチルトランスフェラーゼの作用によって7-デオキシロガン酸から合成され、後にセコロガニンシンターゼの基質となってセコロガニン合成の原料となる。

## 医薬品としての利用
ロガニンは、中枢神経系の興奮や鎮痛剤の作用を持ち、西アフリカで見られ媚薬の効果を持つヨヒンベに含まれるような、ある種のインドールアルカロイドの生合成において重要な役割を持つ。